# 長仙寺 (杉並区)
長仙寺（ちょうせんじ）は、東京都杉並区にある真言宗豊山派の寺院。

## 概要
1704年（宝永元年）、真秀によって開山した。しかし1796年（寛政8年）に火災で焼失した後、寺運衰微して50年以上も再建されなかった。1850年（嘉永3年）になって、ようやく再建にこぎ着けた。
昭和時代になり、高円寺地域の発展に伴って寺勢も再興されてきたが、1945年（昭和20年）の空襲でまたも焼失、戦後に再建された。

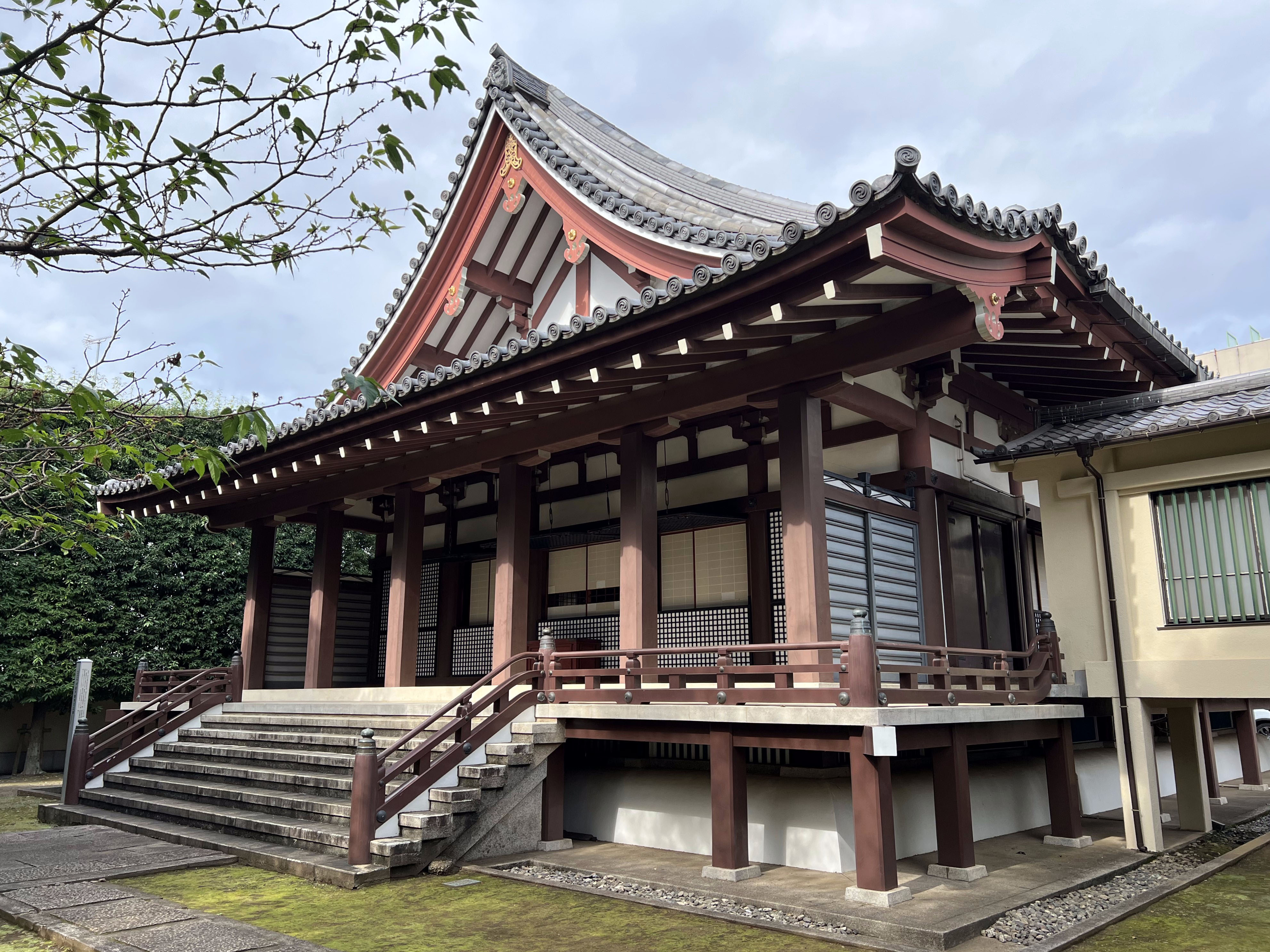
本堂
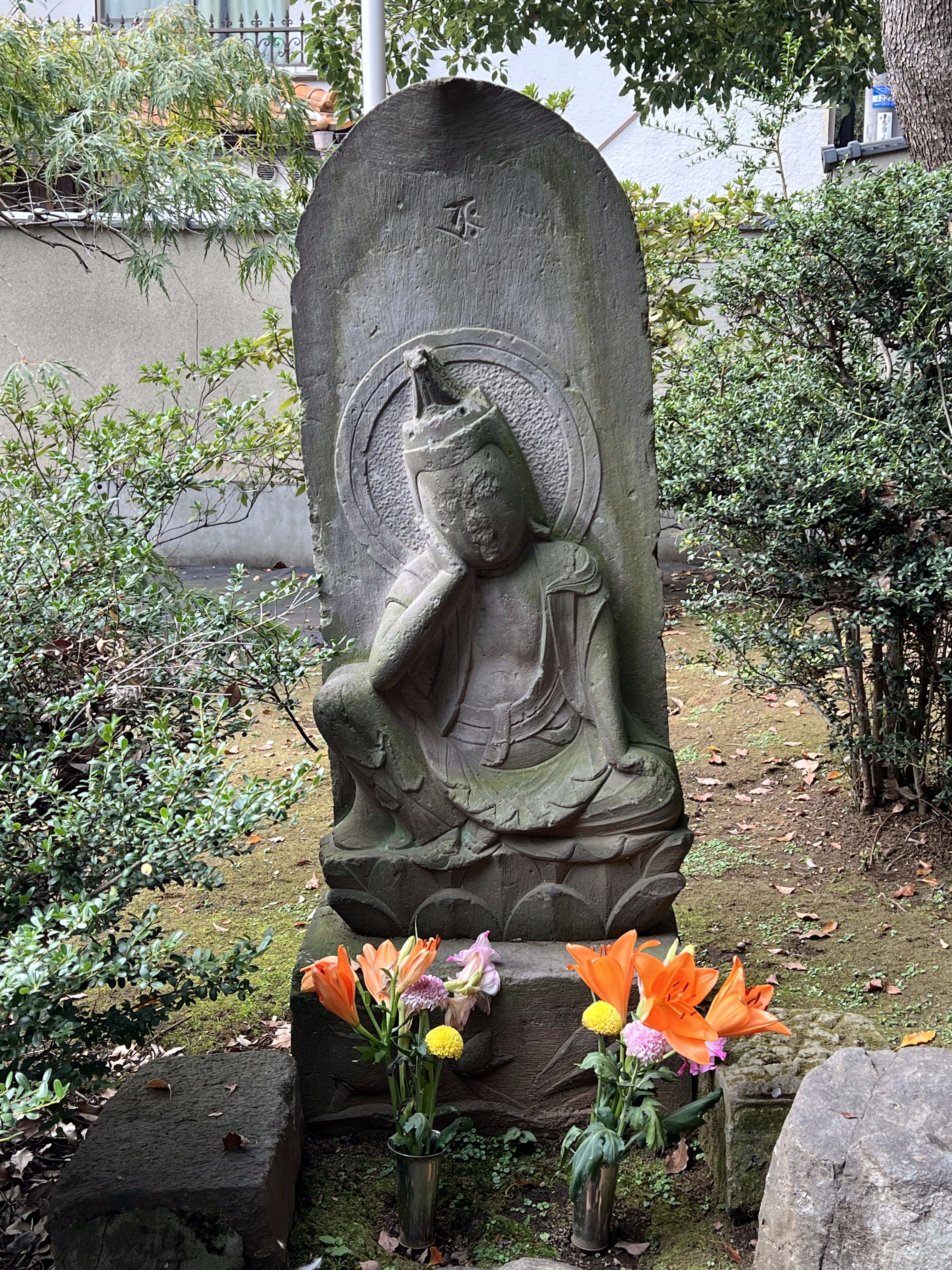
如意輪観音石仏

## 境内
- 如意輪観音石仏

享保9年（1724年）の銘が入った石仏である。頬を押さえるような姿をしていることから、歯痛に効くとされ、「歯神様」と呼ばれた。

## 交通アクセス
- 中央線快速・高円寺駅より徒歩3分。